# 월배로
월배로(Wolbae-ro)는 대구광역시 달서구 진천동 유천네거리와 남구 대명동 성당네거리를 잇는 대구광역시의 도로이다.

## 연혁
- 2009년 7월 10일 : 2개 이상 시·도에 걸쳐 있는 도로로 월배로를 고시[1]

## 주요 경유지
대구광역시
- 달서구 (진천동 · 유천동 · 진천동 · 상인동 · 송현동) - 남구 대명동

## 노선
| 이름                                       | 접속 노선                                                       | 소재지        | 소재지        | 비고                  |
| 비슬로와 직결                              | 비슬로와 직결                                                   | 비슬로와 직결 | 비슬로와 직결 | 비슬로와 직결         |
| ------------------------------------------ | --------------------------------------------------------------- | ------------- | ------------- | --------------------- |
| 유천네거리                                 | 대구광역시도 제10호선 (달서대로) (상화로)                       | 대구광역시    | 달서구        | 국도 제5, 26호선 구간 |
| 차량기지 교차로                            | 상화로5길 월배로5길                                             | 대구광역시    | 달서구        | 국도 제5, 26호선 구간 |
| 진천네거리 (진천역)                        | 대구광역시도 제21호선 (진천로)                                  | 대구광역시    | 달서구        | 국도 제5, 26호선 구간 |
| 월배시장 교차로                            | 월배로22길 월배로23길 월배로24길                                | 대구광역시    | 달서구        | 국도 제5, 26호선 구간 |
| 월배초등학교 (월배역)                      |                                                                 | 대구광역시    | 달서구        | 국도 제5, 26호선 구간 |
| (우리빌딩)                                 | 상원로                                                          | 대구광역시    | 달서구        | 국도 제5, 26호선 구간 |
| 상인네거리 (상인역)                        | 대구광역시도 제35호선 (월곡로)                                  | 대구광역시    | 달서구        | 국도 제5, 26호선 구간 |
| 월촌역 교차로                              | 대구광역시도 제37호선 (송현로)                                  | 대구광역시    | 달서구        | 국도 제5, 26호선 구간 |
| 가야기독병원삼거리                         | 월배로85길                                                      | 대구광역시    | 달서구        | 국도 제5, 26호선 구간 |
| (삼일병원)                                 | 중흥로 학산로                                                   | 대구광역시    | 달서구        | 국도 제5, 26호선 구간 |
| 성당네거리 (서부정류장역) (대구서부정류장) | 국가지원지방도 제30호선 (대명로) 대구광역시도 제28호선 (구마로) | 대구광역시    | 남구          | 국도 제5, 26호선 구간 |
| 성당로와 직결                              |                                                                 |               |               |                       |

## 주요 건물 및 시설
- 유천치안센터 (대구광역시 달서구 월배로 16)
- 동화달맞이타운아파트 (대구광역시 달서구 월배로 30)
- 대구진천동우체국 (대구광역시 달서구 월배로 32)
- 진천역AK그랑폴리스2차아파트 (대구광역시 달서구 월배로 51)
- 진천트윈팰리스아파트 (대구광역시 달서구 월배로 71)
- 진천역 (대구광역시 달서구 월배로 지하76)
- 진천역대성스카이렉스아파트 (대구광역시 달서구 월배로 80)
- 월배농협 (대구광역시 달서구 월배로 81)
- 보강병원 (대구광역시 달서구 월배로 102)
- 대구월배초등학교 (대구광역시 달서구 월배로 131)
- 월배성당 (대구광역시 달서구 월배로 131-5)
- 월배역 (대구광역시 달서구 월배로 지하143)
- 상인대성스카이렉스아파트, 홈플러스 상인점 (대구광역시 달서구 월배로 183)
- 웰키즈아동병원 (대구광역시 달서구 월배로 195)
- 대구축협하나로마트 상인점 (대구광역시 달서구 월배로 207)
- 센트로타워 (대구광역시 달서구 월배로 219)
- 상인역 (대구광역시 달서구 월배로 지하 223)
- 롯데백화점 상인점 (대구광역시 달서구 월배로 232)
- 대구상원고등학교 (대구광역시 달서구 월배로 241)
- 상인화성하이츠아파트 (대구광역시 달서구 월배로 245)
- 대구교통공사 (대구광역시 달서구 월배로 250)
- 경북기계공업고등학교, 대구산업학교 (대구광역시 달서구 월배로 275)
- 송현주공3단지아파트 (대구광역시 달서구 월배로 280)
- 대서중학교 (대구광역시 달서구 월배로 303)
- 대구교통공사 (대구광역시 달서구 월배로 307)
- 월촌역 (대구광역시 달서구 월배로 지하 311)
- 앞산청구제네스아파트 (대구광역시 달서구 월배로 340)
- 송현1동치안센터 (대구광역시 달서구 월배로 382)
- 송현역 (대구광역시 달서구 월배로 지하 412)
- 동서송현해맞이아파트 (대구광역시 달서구 월배로 420)
- 삼일병원 (대구광역시 달서구 월배로 446)
- 대구서부정류장 (대구광역시 남구 월배로 496)
- 서부정류장역 (대구광역시 남구 월배로 지하 501)